# Kožlí (Myštice)
Kožlí je malá vesnice, část obce Myštice v okrese Strakonice v Jihočeském kraji. Nachází se asi 1,5 kilometru severovýchodně od Myštic. Je zde evidováno 18 adres. V roce 2011 zde trvale žilo 27 obyvatel.
Kožlí leží v katastrálním území Kožlí u Myštic o rozloze 4,1 km². V katastrálním území Kožlí u Myštic leží i Svobodka.

## Historie
První písemná zmínka o vesnici pochází z roku 1487.

## Obyvatelstvo
| Rok            | 1869 | 1880 | 1890 | 1900 | 1910 | 1921 | 1930 | 1950 | 1961 | 1970 | 1980 | 1991 | 2001 | 2011 | 2021 |
| -------------- | ---- | ---- | ---- | ---- | ---- | ---- | ---- | ---- | ---- | ---- | ---- | ---- | ---- | ---- | ---- |
| Počet obyvatel | 101  | 103  | 124  | 92   | 90   | 85   | 72   | 51   | 58   | 60   | 38   | 35   | 27   | 27   | 14   |
| Počet domů     | 14   | 17   | 19   | 19   | 19   | 17   | 17   | 17   | 17   | 16   | 15   | 18   | 18   | 18   | 17   |

## Obecní správa
Při sčítání lidu v letech 1850–1929 Kožlí bylo osadou obce Výšice v okrese Blatná. V letech 1930–1959 bylo samostatnou obcí v okrese Blatná. Od roku 1960 je částí obce Myštice v okrese Strakonice. V letech 1930–1959 k obci patřila Svobodka.

## Pamětihodnosti
- Usedlost čp. 9

## Galerie

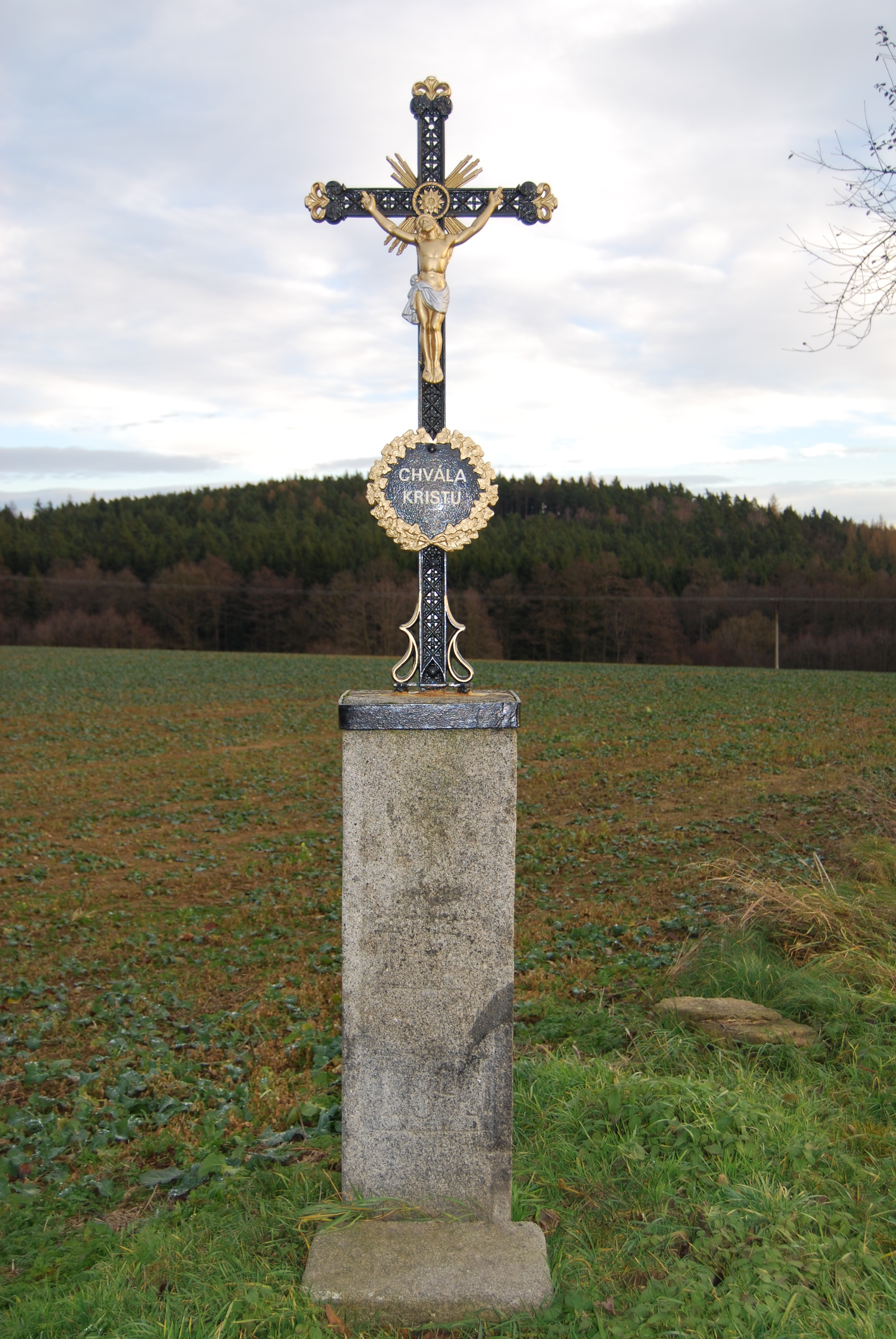
Kříž poblíž křižovatky na Kožlí z roku 1842
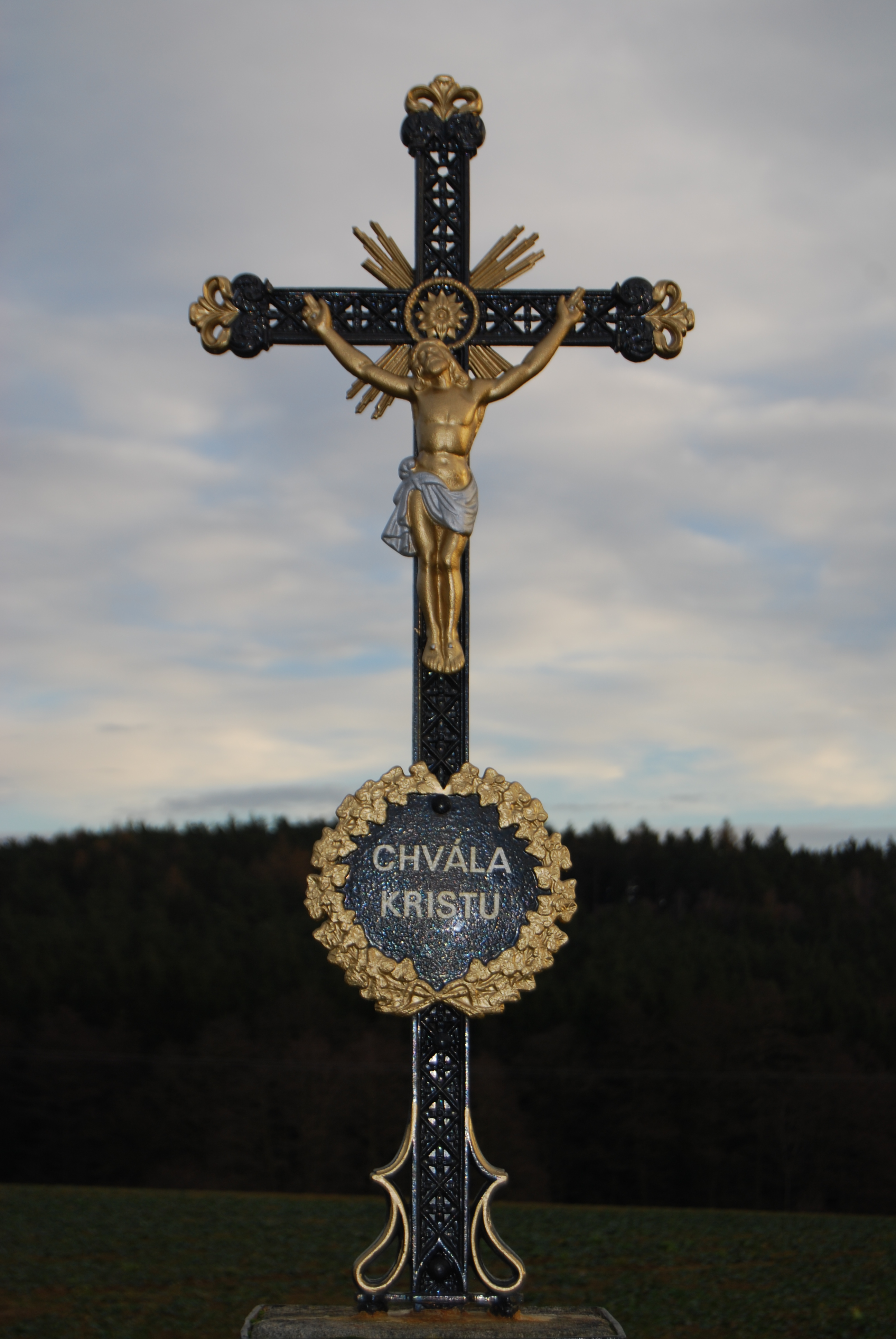
Detail horní části kříže
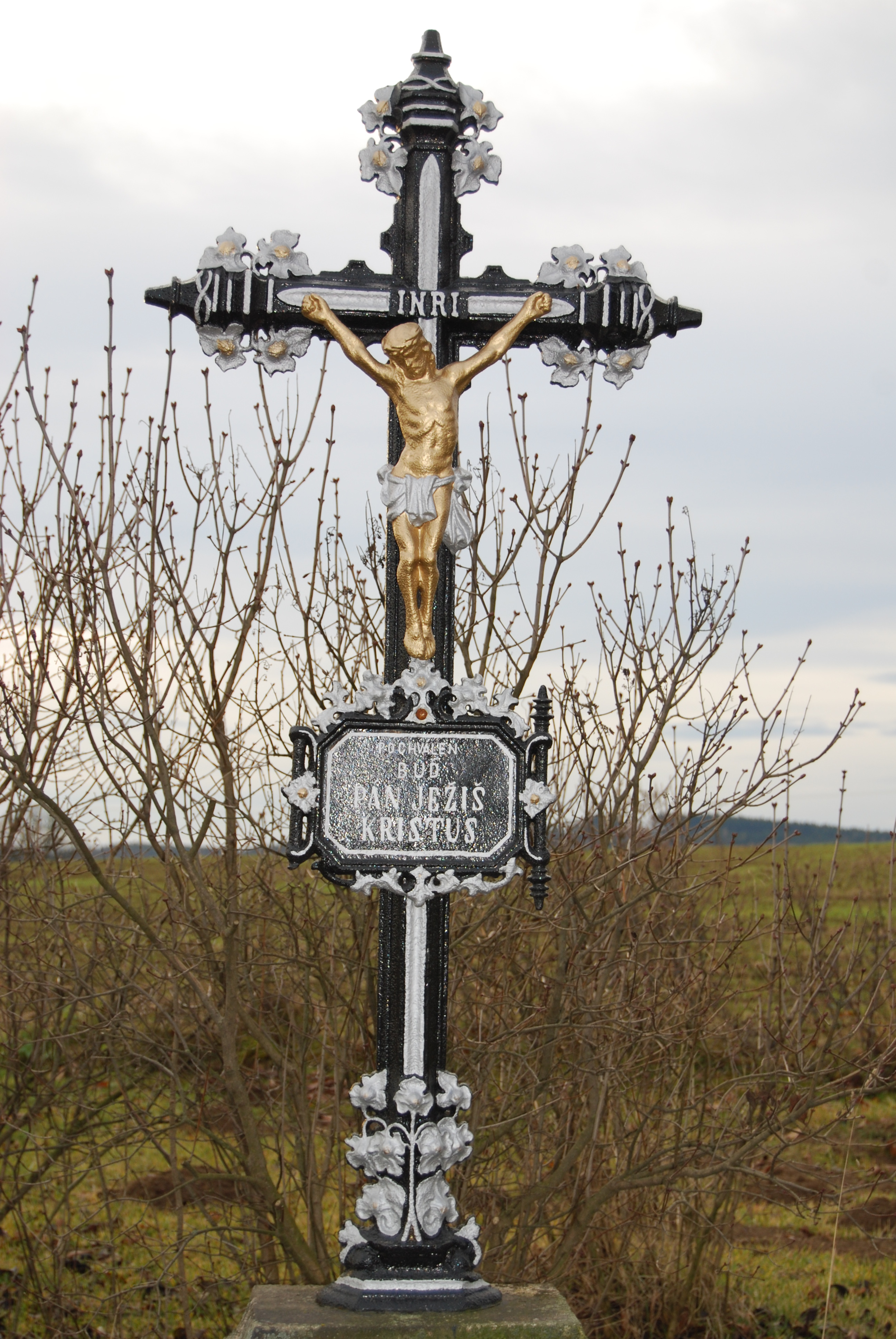
Další kříž u křižovatky k vesnici